# 張鑑 (成化戊戌進士)
張鑑（1439年—?），字明甫，南京府軍衛籍，順天府東安縣人，明朝政治人物。進士出身。

## 生平
早年出身國子生，成化四年（1468年）戊子科應天鄉試第一百零九名舉人。成化十四年（1478年）戊戌科會試第九十八名，殿試登進士第三甲第二百三十六名。

## 家族
曾祖父張伯遠。祖父張勝。父亲張讓。母梁氏，继母韓氏。严侍下。兄鐸、弟鉞。娶許氏。